# Чермес
Чермес (італ. Cermes) — муніципалітет в Італії, у регіоні Трентіно-Альто-Адідже,  провінція Больцано.
Чермес розташований на відстані близько 540 км на північ від Рима, 65 км на північ від Тренто, 22 км на північний захід від Больцано.
Населення — 1499 осіб (2014).

## Демографія
Населення за роками:

Станом на 1 січня 2023 року в муніципалітеті офіційно проживало 126 іноземців з 27 країн, серед них 72 громадяни країн Євросоюзу та 1 громадянин України.

## Сусідні муніципалітети
- Лана
- Марленго
- Мерано